# Генрих II Святой
Генрих II Святой (нем. Heinrich II der Heilige; 6 мая 973, Бад-Аббах или Хильдесхейм — 13 июля 1024, Гроне) — император Священной Римской империи, представитель баварской ветви Саксонской династии.
Сын баварского герцога Генриха II Строптивого и Гизелы Бургундской, правнук короля Генриха I Птицелова. С 7 июня 1002 года — король Германии, 14 февраля 1014 года папой Бенедиктом VIII коронован как император. В браке с Кунигундой Люксембургской не имел детей, с его смертью пресеклась Саксонская династия (династия Оттонов). Канонизирован папой Евгением III в 1146 году. Генрих II, в отличие от своего предшественника Оттона III, направил свою политику на консолидацию земель и решение проблем рейха к северу от Альп. Бо́льшую часть своего правления он вёл войну на восточных рубежах империи с польским князем Болеславом Храбрым.
Совершил три похода в Италию с целью утверждения в этой части империи своего господства и получения титула императора. Время правления Генриха считается периодом интенсификации и централизации королевской власти, а также усиления связи государства и церкви. Опорой его власти стали епископства, как существующие, укреплённые дарениями императора, так и учреждённые вновь.
Основал в 1007 году Бамбергское епископство, ставшее значительным политическим и культурным центром Франконии. Генрих II активно участвовал в реформировании церковной жизни. Основным источником сведений о жизни и правлении императора является хроника Титмара Мерзебургского.

## Ранние годы
Отец Генриха, Генрих II Строптивый, представитель баварской ветви Людольфингов, надеялся присоединить к своим владениям Швабию, — его родная сестра Гедвига была супругой Бурхарда III Швабского. Планам Генриха Строптивого не суждено было сбыться, так как император Оттон II после смерти Бурхарда III передал Швабию сыну Людольфа Швабского Оттону:19. Недовольный решением императора, герцог баварский вместе с Болеславом II Чешским и Мешко I Польским принял в 974 году участие в заговоре против Оттона II, целью которого было свержение последнего. Оттон, вовремя предупреждённый, захватил Генриха Баварского и заточил его в Ингельгейме. Герцог баварский бежал из Ингельгейма в феврале 976 года, и Оттон, склонявшийся до того под влиянием матери, императрицы Адельгейды, к примирению, стал действовать жёстко:20. После подавления императором восстания баварцев Генрих Строптивый бежал в Чехию, а при известии, что Оттон идёт туда со своей армией, скрылся в Баварии. Герцог баварский был взят в плен Оттоном Швабским в Пассау и на Пасху 978 года перевезён в Магдебург. По решению Оттона II Бавария была аннексирована, герцог лишён имущества, чинов и наград и сослан в Утрехт. Надзирал за мятежным герцогом епископ Фолькмар:21. Вероятно, именно из-за этих событий старший сын Генриха Строптивого воспитывался не в семье, а был отдан в соборную школу Хильдесхайма, считавшуюся на то время лучшей в империи:21. Это обстоятельство указывает на то, что его готовили не к светской, а к духовной карьере. Ученики вели в школе строгую монашескую жизнь, судя по современным источникам, им было разрешено видеться с родственниками только в монастыре. В программу обучения входили такие дисциплины, как риторика и диалектика, теология, латинский язык, геометрия, арифметика, астрономия, музыка, а также рисование и ювелирное дело. В годы учёбы Генрих завязал дружбу с Майнверком, будущим епископом Падерборна, сохранившим верность своему однокашнику на всю жизнь:22.
После смерти Оттона II Генрих Строптивый освободился из заключения, захватил малолетнего Оттона III, потребовал признать себя его опекуном и попытался добиться избрания императором. Однако большая часть германской знати и представителей церкви не поддержала его притязаний. В Роре Генрих Строптивый договорился о передаче Оттона III матери в обмен на обещание вернуть ему герцогство Баварию:29. 29 мая 985 года на рейхстаге во Франкфурте Генриху II Баварскому были возвращены его земли. На церемонии, где состоялось окончательное примирение Людольфингов, присутствовал и его сын Генрих:29. В документах того времени он значился как сорегент (лат. condux) своего отца. Он оставил хидельсхаймскую школу и продолжил своё образование в Регенсбурге под руководством епископа Вольфганга. С 988 года Генрих непременно сопровождал отца в дипломатических поездках и военных походах:27—33.

## Герцог Баварии

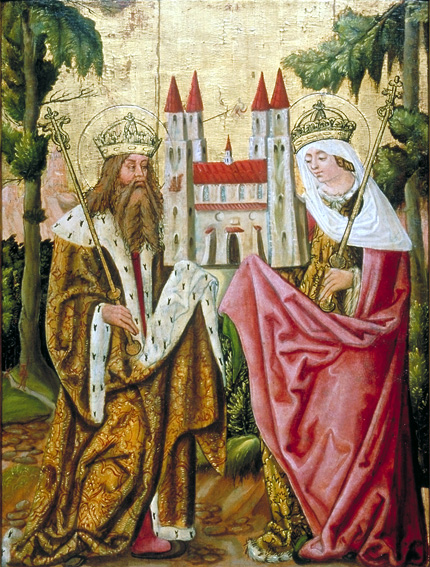
Святой император Генрих II и его жена Кунигунда Люксембургская. XV век. Брно. Моравская галерея

Вместе с отцом летом 995 года Генрих выступил в поход против славян долины Одера. Однако Генрих Строптивый заболел, и сын перевёз его в Гандерсгейм. Умирая, Генрих II Баварский просил сына сохранять мир с королём и навести порядок на своих землях. 28 августа 995 года Генрих Строптивый скончался, его сын под именем Генриха IV наследовал герцогство Баварское, а баварское дворянство подтвердило его права. В то же время Оттон III отделил от Баварии Каринтию, которой Генрих Строптивый владел с 989 года, и передал её графу Оттону Вормсскому с тем, однако, чтобы Генрих IV Баварский осуществлял контроль за этими землями:44—45.
Около 1000 года Генрих женился на Кунигунде, дочери графа Зигфрида Люксембургского. На отношения между супругами, всегда уважавшими друг друга, не повлияли ни проблемы с братьями Кунигунды, которые испытал Генрих впоследствии, ни то, что брак остался бездетным:81.

## Приближённый Оттона III
Впервые Генрих Баварский участвовал в походе императора Оттона III в Италию в 996 году, исполняя обязанности советника по военным вопросам. Генрих присутствовал на коронации Оттона в Риме 21 мая 996 года, а после того, как император покинул город, остался в нём ещё на несколько недель и принял участие в Великом соборе, проводившемся 24—26 мая. По желанию Оттона Генрих оставался при императорском дворе:54.
В начале 1001 года Генриху пришлось выступить арбитром при разрешении конфликта между архиепископом Виллигисом и епископом Бернвардом Хильдесхаймским из-за освящения монастырской церкви в Гандерсхайме. Сторону своего учителя Бернварда принял император, к тому же Виллигис был противником оттоновской идеи возрождения Великой Римской империи. Генрих просил императора перенести решение спора на собор в Пёльде, но и там договорённость не была достигнута. Виллигис потерял расположение Оттона, но позднее, когда Генрих стал императором, снова играл значительную роль в политике государства:70—71, 95.
В 1001 году Генрих снова сопровождал императора в Рим, где его решительность предотвратила восстание римлян. На этот раз пребывание Оттона в Италии затянулось: сначала он совершил поездку в Венецию, потом Рим закрыл перед ним ворота, а в Беневенте пришлось вести боевые действия. В императорском войске, ослабленном походом и болезнями, зрело недовольство. На Генриха оказывалось давление с тем, чтобы он либо уговорил императора вернуться, либо оставил его, однако герцог баварский сохранил верность Оттону:72—73. Вероятно, осенью 1001 года Генрих возвратился со своими войсками в Баварию, а весной следующего года он должен был по желанию Оттона снова выступить в Италию:75.

## Император

### Спор за престол

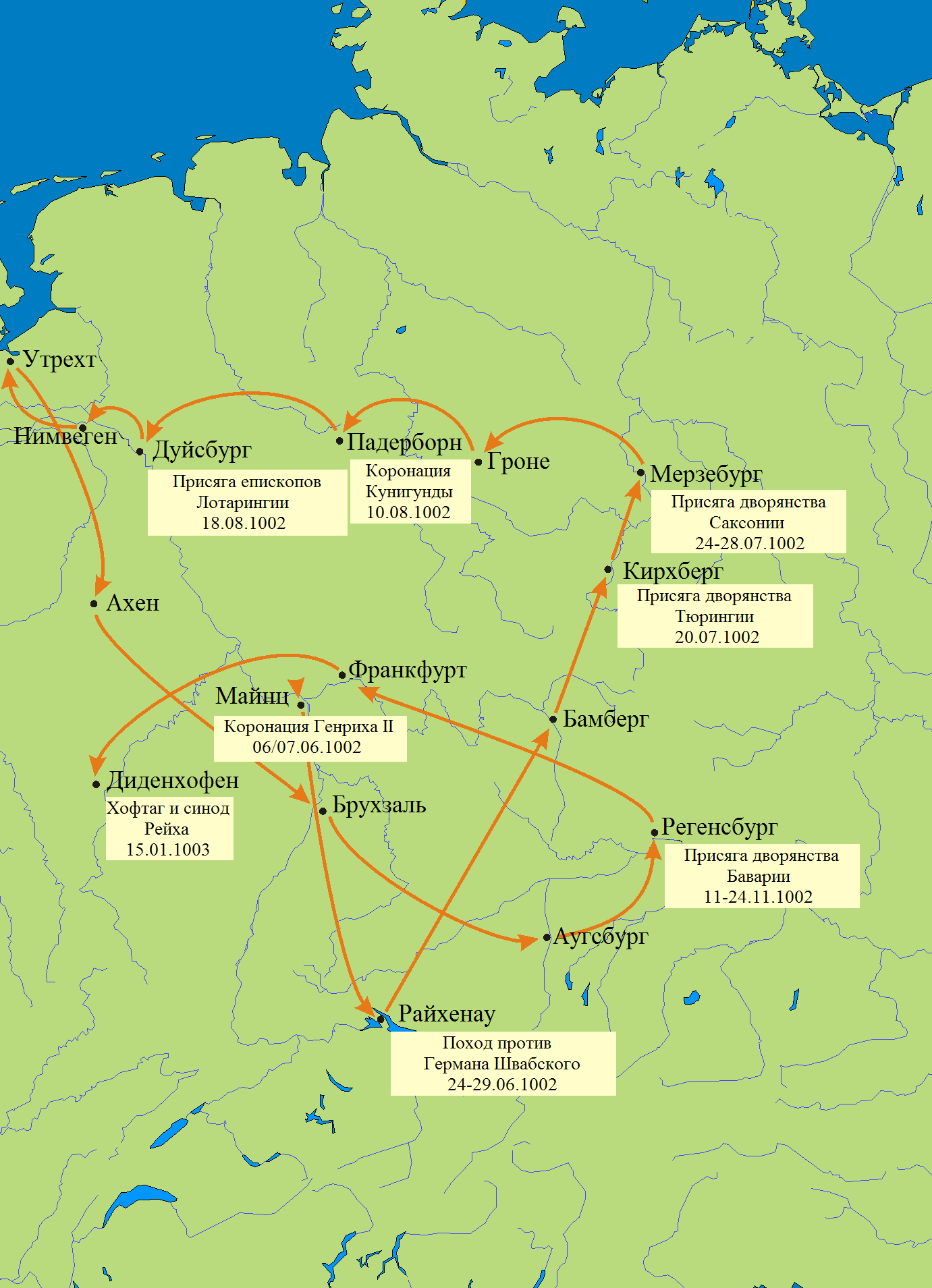
Объезд Генрихом II (Umritt) владений в 1002 году

24 января 1002 года в Италии умер 21-летний император Оттон III. Тело императора было отправлено из Италии в Германию. Генрих Баварский выехал к траурному каравану, который встретил в феврале 1002 года неподалёку от Поллинга. Там он завладел императорскими инсигниями.
Оттон III женат не был, детей не оставил, и с его смертью остро встал вопрос о преемнике, судьба которого должна была решиться на съезде знати. Вначале в марте 1002 года во Фрозе собралась саксонская знать, затем состоялся съезд в Верле. Главным претендентом, согласно сообщению Титмара Мерзебургского, был маркграф Экхард Мейсенский, один из самых влиятельных представителей германской знати. Однако против его кандидатуры выступил маркграф Лотарь Вальбекский, который указал на то, что Экхард не является близким родственником покойного императора. Под влиянием Лотаря большинство знати отказалось выбирать правителя империи. Выборы были отложены до похорон Оттона III.
После съезда в Верле появились и другие претенденты, связанные родством с императором. Ближайшим родственником Оттона III был муж его сестры Матильды — пфальцграф Эццо, который предъявил права на престол. Кроме того, претензии на императорский престол высказали Генрих Баварский, как ближайший родственник по мужской линии; герцог Оттон Каринтский; герцог Герман II Швабский:89—90. Согласно «Vita Bernwardi» и «Vita Meinwerci», претензии на императорский престол предъявлял также граф Бруно Брауншвейгский, однако успехом они не увенчались, поскольку против него выступил епископ Хильдесхайма Бернвард.
3 апреля 1002 года в Ахене состоялись похороны Оттона III. Большинство знати, присутствовавшей на похоронах, высказалось за кандидатуру Германа Швабского, однако это не устроило других претендентов. Один из наиболее серьёзных противников, Экхард Мейсенский, был поддержан частью знати в Хильдесхайме, где его встретили как короля, но этой поддержки было мало. Он возлагал надежду на то, что на хофтаге в Дуйсбурге будет провозглашён королём, однако в Падерборне узнал, что хофтаг не состоится, и, вероятно, отправился в Тюрингию. Экхард остановился в королевской резиденции в Пёльде, где в ночь с 29 на 30 апреля 1002 года был убит. Неизвестно, по чьему приказу был убит маркграф Мейсенский, однако его устранение более всего было выгодно Генриху Баварскому:93—94.
Смертью Экхарда воспользовался Генрих Баварский. С помощью обещаний ему удалось перетянуть на свою сторону большую часть саксонской знати. Кроме того, один из претендентов, Оттон Каринтийский, снял свою кандидатуру, рассчитывая получить свои прежние владения, конфискованные у него в 985 году. В итоге на съезде в Майнце 6 июня 1002 года Генрих был выбран королём.

### Начало правления
Архиепископ майнцский Виллигис короновал Генриха 7 июня 1002 года в Майнце, так как Ахен, занятый герцогом Швабии, для короля был закрыт. Коронация в Майнце нарушила сложившуюся традицию — до Генриха II немецкие короли короновались в соборе Ахена. После празднеств в Майнце король вышел походом на Швабию: Герман Швабский напал на Страсбург, поддерживавший Генриха. В конце июня Герман уклонился от решающего сражения с войсками короля, и Генрих, разорив швабские владения Германа, ушёл в Тюрингию. В июле дворянство Тюрингии поддержало вновь избранного короля, а 25 числа того же месяца в Мерзебурге Генриху присягнуло саксонское дворянство. В Корвее он встретился со своей супругой Кунигундой. 10 августа 1002 года она была коронована в Падерборне архиепископом Виллигисом. Тогда же сестра Оттона III София, союзница Генриха, была рукоположена́ в аббатисы Гандерсхайма:95—97.
Подчинение всех земель империи власти Генриха затянулось на семь месяцев. Лишь после того, как церковь западных земель признала его королём, Генрих короновался вторично — 8 сентября 1002 года в Ахене:98.
Летом 1003 года Генрих отправился в Баварию, чтобы подавить мятеж, поднятый его братом Бруно
и маркграфом Генрихом Швайнфуртским, надеявшимся получить герцогство Баварское. Генрих же не намеревался передавать эту землю маркграфу и объявил, что баварцы имеют право сами выбрать правителя:103. Несмотря на помощь, которую оказывал мятежникам князь польский Болеслав I Храбрый, Генрих одержал победу в битве при Кроссене и в 1004 году отдал Баварию брату своей жены, Генриху Люксембургскому.

### Конфликт с Болеславом Храбрым

Священная Римская империя в X веке

Сразу после убийства маркграфа Экгарда Мейсенского (апрель 1002) Болеслав Храбрый занял лужицкие земли и земли мильчан, в том числе крепости Будишин, Мейсен, Стрела. В июле 1002 года в Мерзебурге Генрих II передал Мейсен, вопреки желанию Болеслава, присутствовавшего там же, в управление брату Экгарда Гунцелину. Однако сам Болеслав получил от короля в ленное владение Лужицы и земли мильчан. Пребывание Болеслава в Мерзебурге было омрачено заговором: часть германских воинов собиралась напасть на свиту польского князя. При помощи Бернхарда Саксонского удалось избежать столкновения. Оскорблённый Болеслав по пути из Мерзебурга на родину приказал сжечь крепость Штрела. В 1003 году он поддержал мятеж Генриха Швайнфуртского в Баварии. В этом же году Болеслав захватил в плен бывшего своего союзника Болеслава Рыжего, приказал ослепить его и держал его в заключении до самой смерти:104. В результате Болеслав Храбрый контролировал территорию от границ с Венгрией до Балтийского моря и Карпат и лишил Генриха влияния на Чехию. Так как Генрих был занят борьбой с союзниками Болеслава во Франконии, восточные границы империи оставались беззащитными. Польский князь совершил летом 1003 года оставшийся безнаказанным набег на земли империи. В этой ситуации Генрих был вынужден заключить союз с племенами ратарей и лютичей, рассчитывая на их помощь в борьбе с Болеславом:104. Этот военный альянс с племенами язычников, ранее неоднократно восстававшими против германцев, замедливший христианизацию восточных территорий, вызвал недовольство подданных короля и духовенства:96, 103—104. Титмар Мерзебургский «с содроганием» говорит о союзе короля и язычников, Бруно Кверфуртский сурово критиковал Генриха за этот шаг:86.
В августе 1004 года Генрих выступил в поход из Мерзебурга. Из-за проливных дождей произошёл разлив рек, Генрих резко изменил маршрут и направился в Чехию. Он захватил замок Заац и перебил польский гарнизон, затем пошёл на Прагу, где в то время начался мятеж против Болеслава. Болеславу удалось бежать в Польшу. Генрих назначил брата Болеслава Рыжего Яромира, изгнанного в своё время в Саксонию, богемским герцогом. Поддерживаемый Яромиром, король прошёл до Мейсенской марки и взял Будишин. Контроль за маркой Генрих передал Герману, сыну Экгарда Мейсенского:116.
В августе 1005 года в походе на Болеслава приняли также участие и лютичи, присоединившиеся к войску Генриха на Одере. Чтобы избежать сражения, Болеслав быстро ушёл из Кроссена на Бубре, где стоял лагерем. Территория между Одером и Позеном перешла под контроль Генриха, Болеслав начал переговоры. Мирный договор был заключён в крепости Позен:125. Мир продлился всего два года — в 1007 году Болеслав, воспользовавшись тем, что Генрих был с походом во Фландрии, снова вернул себе всё утраченное. Король, проводивший Пасху 1008 года в Регенсбурге, получил сведения о воинственных планах князя Польши по завоеванию земель вплоть до восточных берегов Эльбы. Генрих через Германа Мейсенского известил Болеслава о расторжении договора 1005 года. Болеслав напал на Лужицу, взял Сербиште и осадил Будишин. Герман Мейсенский, защищавший крепость, просил о помощи Магдебург и Саксонию, но не получил её и смог лишь договориться с Болеславом о передаче крепости и сохранении жизней воинам гарнизона:140—141.
Решение о новом походе против Болеслава было принято на Пасху 1010 года в Регенсбурге. Генрих отправился с войском, собранным в Бельгерне, на Лужицу, но из-за его болезни выступление было сорвано. Небольшие отряды совершили набег на Шлезию, однако Болеслав не стал ввязываться в бой и отвёл своё войско:146.
В июле 1012 года архиепископ Вальтард Магдебургский провёл безрезультатные переговоры с Болеславом. Князь Польши в следующем месяце разорил крепость Лебуза, Генрих II, находившийся в то время у западных границ, поспешил на восток. Однако продолжавшийся конфликт с люксембургской роднёй не дал ему возможности вести боевые действия против Болеслава, и 1 ноября 1012 года с польским князем был заключён мир в Арнебурге. В начале 1013 года сын Болеслава Мешко посетил короля в Магдебурге. Между Мешко и дочерью пфальцграфа Эццо Рыксой Лотарингской, племянницей Оттона III, в январе этого года был заключён брак. Летом 1013 года в Мерзебурге состоялась новая встреча Генриха и Болеслава, на которой было решено, что за польским князем сохраняются ленные владения Лужицы и Мейсенская марка, он же обязался принять участие в походе короля на Рим:151—152. Своего обещания Болеслав не выполнил, тем самым показав, что не признаёт императором Генриха. Однако он внимательно следил за событиями второго итальянского похода:171.
Болеслав, не отказавшийся от планов подчинения Чехии, послал своего сына Мешко якобы для заключения союза, направленного против императора, к чешскому князю Удальриху. Болеслав намеревался захватить Удальриха, но люди Удальриха перебили свиту Мешко, а сам он был взят в плен. Генрих потребовал выдать Мешко ему, а потом неожиданно освободил того за небольшой выкуп. Болеслав был приглашён на встречу с Генрихом на Пасху 1015 года в Мерзебург. Польский князь уклонился от поездки, отправив вместо себя маркграфа Германа Мейсенского и посла Стойгнева с требованием рассмотреть его проблемы на совете князей рейха. Летом император собрал войско для нового похода против Болеслава:184—186. В битве у Кроссена 3 августа 1015 года императорская армия разбила польские отряды под командованием Мешко. Сам Болеслав вёл боевые действия с армией герцога Бернхарда, который смог занять земли у Кюстрина. В то же время Удальрих захватил и разорил крепость и замок Гёрлиц. Однако Мешко всё же удалось взять Унтербург и отбить немецкие войска от Обербурга. Несмотря на определённую удачу, сопутствовавшую императорским войскам, Генрих был недоволен результатами этой кампании:187.
Конец противостоянию Генриха и Болеслава положил мир в Бауцене 30 января 1018 года, по которому Лужицы и земли мильчан перешли во владение последнего. Поляками результаты этого договора были расценены как небывалый успех, среди же соратников Генриха не нашлось тех, кто одобрил в этом случае его действия. Тем не менее, мир с Болеславом принёс спокойствие на земли у восточных рубежей империи:197.

### Первый итальянский поход

Италия в 1000 году

Итальянцы 15 февраля 1002 года избрали королём маркграфа Ардуина Иврейского. В 1004 году призванный итальянскими епископами, враждебными Ардуину, Генрих II поспешил в Италию, прорвался через Веронское ущелье, блокированное Ардуином, и подошёл к Вероне. Многие союзники Ардуина перешли на сторону Генриха, он сам бежал с некоторыми своими приближёнными. В Павии в церкви Сан-Микеле 14 мая 1004 года Генрих был назван королём Италии, а на следующий день коронован железной короной Лангобардов. В день коронации в городе вспыхнуло восстание, при подавлении которого Павия была сожжена, а шурин Генриха Гизельберт смертельно ранен. Город был разграблен германцами. На следующее утро к Генриху, удалившемуся в монастырь Святого Петра, прибыла делегация горожан Павии с просьбой о прощении и уверениями в преданности Генриху. Им было поставлено условие восстановить город и королевскую резиденцию. В Понтелунго Генрих созвал хофтаг, на котором принял присягу дворянства Ломбардии. Однако Генрих не пошёл в Рим, чтобы там короноваться императором, это событие было отсрочено на целых десять лет. Вскоре король вернулся в Германию и занялся подготовкой похода на Польшу. В отличие от Оттона III, стремившегося к возрождению Великой империи с центром в Риме и проведшего почти половину своего правления в Италии, Генрих был более озабочен положением дел в самом рейхе, однако не собирался полностью отказываться от контроля над заальпийскими землями, а позднее, когда папой стал противник Кресценциев Бенедикт VIII, поддерживал папу в его противостоянии римской знати:111—115.

### Борьба на западных рубежах
В 1006 году Генрих встретился с королём Бургундии Рудольфом III. Неизвестно, о чём шли переговоры между племянником и дядей, возможно, о передаче прав наследования на королевство Бургундия Генриху, так как Рудольф не имел детей, или судьбе епископства Базель — позднее оно вошло в состав немецких земель:126.
В 1007 году Генрих предпринял поход во Фландрию против графа Балдуина Фландрийского, удерживавшего почти год Валансьен. Генриху удалось переправиться через Шельду и занять Гент. Балдуин сдался Генриху в Ахене, тот простил мятежного графа и позднее (1012) передал ему Валансьен и остров Валхерен в ленное владение:128.
В 1008 году разгорелся конфликт между Генрихом и братьями его жены. Весной этого года Адальберт, брат Кунигунды, без ведома и согласия короля был избран архиепископом Трира. Генрих счёл, что пост трирского епископа должен занять более опытный Мейгингауд, старший проповедник и камердинер Виллигиса. В ответ в Трире Адальберт и его союзники захватили резиденцию короля. Королевские войска держали дворец в осаде шестнадцать недель. Брат Адальберта Генрих V Баварский, избранный королём для ведения переговоров, помог мятежникам беспрепятственно покинуть окружённую войсками королевскую резиденцию. Генрих V Баварский потерял расположение короля и был отстранён от управления Баварией, в мае 1009 года на хофтаге в Регенсбурге произошло официальное смещение его с этого поста. Летом 1009 года Генрих пришёл со своим войском на земли Люксембургов и разорил их владения. Лишь необходимость иметь свободный тыл перед очередным походом на Болеслава Храброго заставила Генриха заключить перемирие с родственниками осенью в Майнце:141—145. Летом 1012 года Генриху удалось склонить на свою сторону пфальцграфа Эццо, державшего до тех пор сторону люксембургской родни короля. Гарантией лояльности Эццо стало обещание Генриха сохранить за пфальцграфом наследство Матильды, его жены и сестры Оттона III. Эццо также получил в своё владение дворцы под Дюссельдорфом, Дуйсбургом и Заальфельдом. С этого момента Генрих более уверенно противостоял братьям Кунигунды. 10 ноября 1012 года собравшиеся в Кобленце епископы осудили Люксембургов, а 1 декабря этого же года Генрих добился заключения с ними мира:149—150.

### Второй итальянский поход

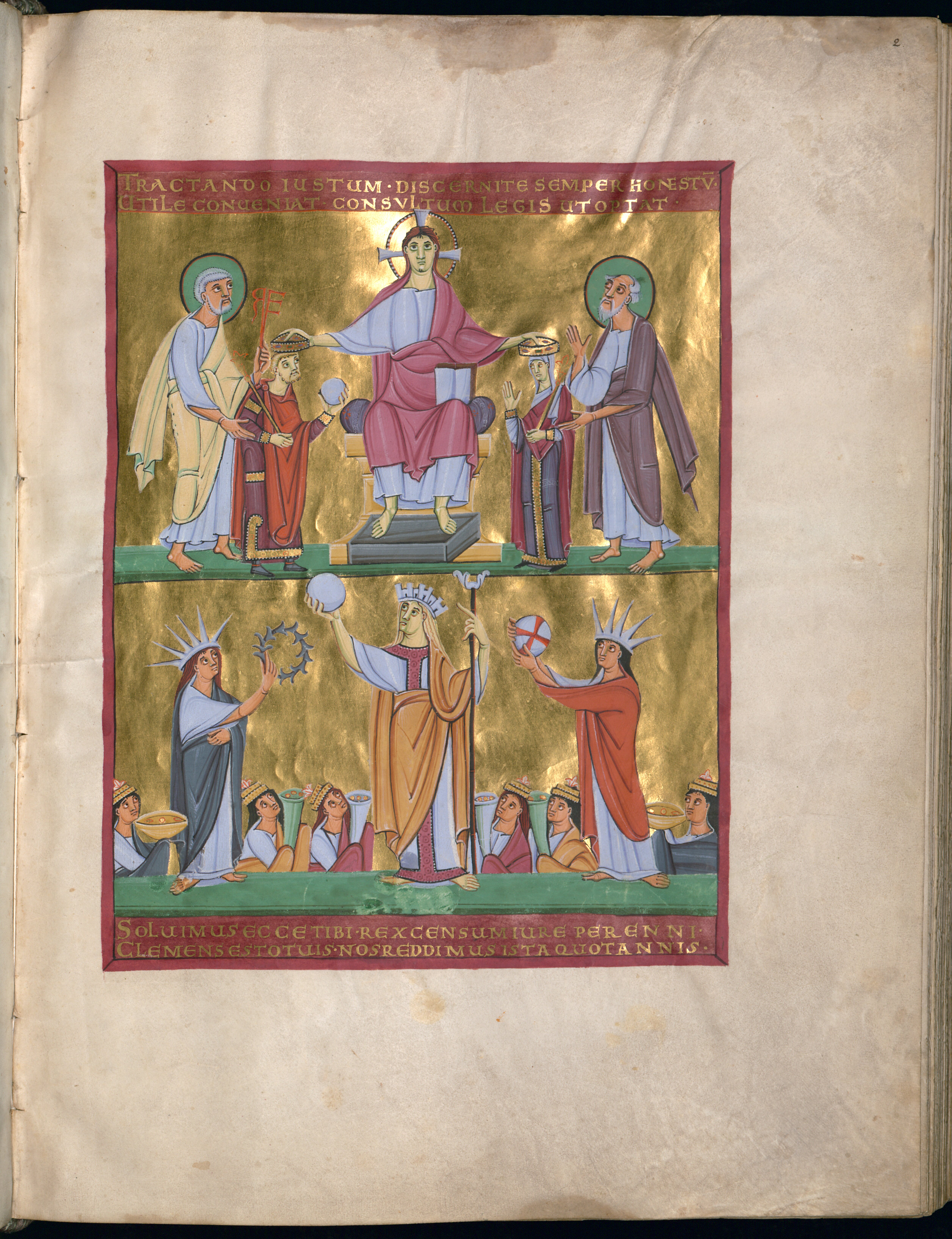
Христос коронует Генриха II и Кунигунду. Персонификации подданных в знак почитания преподносят дары. Иллюстрация из Перикопы Генриха II. Мюнхен, Баварская государственная библиотека, Clm 4452 fol. 2r

Долгое отсутствие Генриха в Италии создало немало трудностей для его приверженцев, испытывавших притеснения от Ардуина I. В Риме же, как и при предшественниках Генриха, верные императору папы вскоре после избрания вытеснялись кандидатами римских семейств, в том числе родственниками патриция Иоанна II Кресценция. В 1003 году на престол взошёл Иоанн XVII, с 1003 по 1009 годы длился понтификат Иоанна XVIII, а с 1009 по 1012 годы — Сергия IV; все они находились под влиянием Кресценция, который неоднократно препятствовал встречам папы и Генриха. И Иоанн XVIII, и Сергий IV не желали коронации Генриха II как императора. Ситуация изменилась с началом понтификата Бенедикта VIII, противника Кресценциев. Генрих II не признал прибывшего ко двору короля в Пёльде в конце 1012 года антипапу Григория, поддерживаемого Кресценциями, объявил о втором походе на Италию и опирался при подготовке к коронации на Бенедикта VIII.
В октябре 1013 года Генрих II в сопровождении жены Кунигунды отправился из Аугсбурга в Рим. Ардуин, понимая, что не имеет возможности противостоять королевскому войску, просил Генриха принять отречение и оставить ему во владение Иврею. Генрих II отказался. Король отпраздновал Рождество в Павии. В Равенне в январе 1014 года Генрих провёл собор. Епископ Равенны Адальберт потерял свой пост, сводный брат Ардуина Арнульф был изгнан из города. Генрих назначил в итальянские епископства своих сторонников и приказал составить списки имущества, конфискуемого у дворян, поддерживавших Ардуина, полученного ими от епископств и аббатств:173—175.
14 февраля 1014 года Генрих прибыл в Рим. Папа Бенедикт сначала встретил короля у ворот Рима, а потом, уже официально, вместе с двенадцатью консулами — у церкви Святого Петра. Бенедикт короновал Генриха и Кунигунду как императора и императрицу. Некоторые исследователи именно с коронацией Генриха II связывают введение филиокве в христианский Символ веры в Богослужение в римской церкви. За коронацией последовал собор, его работа продлилась до 21 февраля. Одним из вопросов, решавшихся на соборе, было возвращение аббату Гуго Фафрскому монастыря, отобранного Кресценциями. Недовольные решением, Кресценции подняли 21 февраля мятеж, восстание было подавлено королевскими войсками на следующий день, обе стороны понесли большие потери. Возможно, именно мятеж заставил Генриха перебраться из Рима в Павию, где были проведены заседания хофтага и суда:175—178. В мае 1014 года Генрих созвал собор в Вероне, на котором основал епископство Боббио. Таким образом, вопросы, которые решал император в Италии, относились только к церковным делам. Этот поход Генриха в Италию был столь же краток, как и первый, в середине июня он вернулся в Германию.
После ухода Генриха из Италии Ардуин начал активные действия: захватил Комо, Верчелли, Новару и разорил владения епископов, поддерживавших императора. Противники Ардуина под руководством маркграфа Каноссы Бонифация успешно противостояли ему. Ардуин потерпел поражение, к военным неудачам добавились проблемы со здоровьем, и он укрылся в монастыре Фруттуариа близ Турина. В этом аббатстве Ардуин умер 14 декабря 1015 года. Борьбу против императора продолжили сыновья Ардуина и его соратники:179—180.

### 1018—1020 годы
Безусловной политической удачей последних лет правления Генриха стала символическая передача ему бургундских королевских регалий, состоявшаяся в Майнце 8 февраля 1018 года. Император тут же вернул королю Бургундии Рудольфу III знаки королевской власти, таким образом, последний получил своё королевство уже из рук Генриха.
Начиная с пасхальных праздников 1018 года император занимался примирением дворян Нижней Лотарингии. Используя исключительно свои дипломатические способности, Генрих добился заключения перемирия между герцогом Готфридом и графом Герхардом, развязавшими в 1017 году кровавую междоусобицу:197—198. В 1018 году шурин императора, Генрих, по решению императора вновь получил герцогство Баварию, причём миссию передачи владений Генрих II доверил своей жене Кунигунде.
В феврале 1019 года в Госларе был созван собор, где не в первый раз поднимался вопрос о безбрачии священнослужителей, сторонником которого был император. Летом этого года император отправился в поход против Титмара, графа Верлы, притеснявшего служителей церкви, в том числе епископа Падерборна Майнверка. Зимой 1020 года Бернхард II Саксонский поднял мятеж против Генриха. Император осадил крепость сторонников Бернхарда Шалькбург. До открытого столкновения дело не дошло — императрице совместно с бременским архиепископом Унваном удалось примирить Генриха и его мятежного вассала:203—207.
Весной 1020 года император принимал на своей земле папу римского Бенедикта VIII. По случаю этого визита были организованы пышные торжества в Бамберге и Фульде. Визит папы свидетельствовал о признании понтификом авторитета императора. После празднования Пасхи стороны приступили к переговорам; письменных свидетельств их результатов не сохранилось, однако предполагается, что Генрих обещал поддержать папу во время своего очередного итальянского похода. В Бамберге был также созван общий для итальянских и немецких священнослужителей собор. Император одарил земельными владениями и расширил властные права некоторых епископов, особо выделив бриксенского епископа Гериварда, прибывшего вместе с папой. В свою очередь, Бенедикт подтвердил подчинение напрямую папскому престолу епископства Бамберг, объявленное ещё Иоанном XVIII, и взял под своё покровительство монастырь в Фульде:207—209.

### Третий итальянский поход
Коронация Генриха в Риме и обязательства, которые он имел перед своими союзниками в Италии, привели его к неизбежному конфликту с Византией, обосновавшейся в это время в южной части полуострова и претендовавшей на расширение сферы своего влияния. Император Василий II развивал систему управления в греческой части Италии, строились хорошо укреплённые крепости и замки:232.
Успехи византийцев, не желавших признавать римский понтификат в Южной Италии и угрожавших восстановлением своего господства и в Центральной Италии, подвигли папу Бенедикта VIII в 1020 году на необычный шаг: путешествие через Альпы и встречу с Генрихом II для переговоров в Бамберге и Фульде. В Бамберг вместе с папой и большим числом светских и духовных имперских князей прибыли также Мело из Бари, глава апулийского восстания против византийского господства, и его соратник Рудольф, предводитель норманнских рыцарей. Мело преподнёс Генриху II ценный подарок, плащаницу, украшенную звёздами, — символ господства императора над миром. Во время празднования Пасхи Генрих произвёл Мело в герцоги Апулии, но всего через несколько дней (23 апреля 1020) тот умер в Бамберге:235.
Выполняя обещание, данное папе, Генрих осенью 1021 года выступил в новый итальянский поход. В годы, предшествовавшие этому событию, император назначил епископами: Милана — Ариберта из североитальянского дворянского рода, Равенны — священника Гериберта, Аквилеи — баварца Поппо. В Кёльне преемником архиепископа Гериберта, многолетнего противника Генриха, стал по настоянию императора руководитель имперской канцелярии Пилгрим:213.
6 декабря 1021 года Генрих прибыл в Верону, где к его армии присоединились североитальянские союзники императора. Он разделил войско на три части. Первая под командованием архиепископа Поппо должна была пройти через центр Апеннин на Южную Италию. Через Рим в Капую вёл свою армию кёльнский архиепископ Пилгрим. Генрих шёл по побережью Адриатического моря. У Капуи Пилгрим взял в плен князя Пандульфа, перешедшего на сторону византийцев. Пандульф был приговорён к смерти, но, по ходатайству Пилгрима, император заменил казнь на пожизненное заключение, причём осуждённый был закован в цепи, обычно при Оттонах такое наказание не применялось к дворянам. 
Армия Генриха, соединившаяся с частями под командованием Пилгрима, в апреле 1021 года осадила хорошо укреплённую византийцами крепость Трою в Северной Апулии. Осада продолжалась два месяца, жители города дважды присылали на переговоры с императором своих детей во главе со священником. Генрих, стеснённый во времени (приближалось жаркое лето, а с ним и опасность эпидемии малярии среди солдат), во второй раз принял капитуляцию Трои. Её жители должны были снести крепостные стены и обязались приступить к восстановлению города лишь после принесения клятвы верности императору. Генрих не стал разорять Трою, снял осаду и быстро ушёл через Беневент и Капую, неся потери от болезней, начавшихся в войске. В аббатстве Монтекассино под нажимом императора был назначен новый аббат — Теобальд из монастыря Спасителя на Ленте. В Риме Генрих провёл переговоры с Кресценциями и одержал дипломатическую победу: эта семья, на протяжении нескольких десятилетий боровшаяся против немецкого присутствия, перешла на сторону императора. В Павии Генрих вместе с Бенедиктом VIII провёл собор, на котором был наложен запрет на брак для священнослужителей:242.
Генрих восстановил свой авторитет и авторитет папы в Италии, передал лангобардские княжества на юге Италии людям, верным рейху. Однако успехи этой военной кампании были кратковременны: через два года и Троя, и земли к югу от Рима подпали под греческое влияние:229—243.

### Последние годы. Смерть
По возвращении из третьего итальянского похода Генрих занялся назначениями епископов на освободившиеся за время его отсутствия посты, в том числе решил вопрос о преемнике умершего 20 ноября 1022 года Бернварда Хильдесхаймского: им стал аббат Годехард:244.
Желая распространить церковную реформу на соседние страны, Генрих встретился с королём Франции Робертом II в Маасе летом 1023 года. Здесь между двумя монархами было достигнуто соглашение о проведении совместного собора в Павии, также был продлён договор о дружбе 1006 года:250.
Перед самой смертью император предпринял попытку создать единый свод законов для рейха. Так, он дал задание имперской канцелярии создать проект уголовного законодательства для монастырей Фульда, Лорш, Герсфельд и епископства Вормс. Уголовный кодекс не успели разработать: этому помешала смерть императора:206.
Умер Генрих 13 июля 1024 года в королевской резиденции Гроне. Согласно его последнему желанию, тело императора перевезли в Бамберг и похоронили в Бамбергском соборе:256.
После смерти мужа Кунигунда завладела знаками высшей императорской власти и до сентября 1024 года регентствовала в Германии вместе со своими братьями — епископом Дитрихом из Меца и герцогом Генрихом Баварским. Она пользовалась также в вопросах управления советами архиепископа Майнца Арибо. Впоследствии без каких-либо осложнений власть была передана новоизбранному королю Германии Конраду II, первому императору из Салической династии:257.

## Политика Генриха II
Историки считают Генриха жёстким политическим реалистом:56:85—88, девиз своего предшественника Оттона III «Возрождённая Римская империя» (лат. Renovatio imperii Romanorum) он сменил на девиз «Возрождённое королевство франков» (лат. Renovatio regni Francorum). Это расценивалось исследователями как отказ от идеи объединённой империи с центром в Риме:85. По сравнению со своими предшественниками Генрих провёл в Италии очень немного времени. Он выжидал более десяти лет, наводя порядок на землях к северу от Альп, прежде чем вступить в борьбу с Ардуином Иврейским, выбранным итальянским королём. Сотрудничество династии Оттонов с польским князем при новом короле сменилось враждой, последовала затяжная война с Болеславом Храбрым. Генрих не допустил присоединения к Польше Чехии, значительно обезопасив восточные границы империи, которой было бы трудно противостоять мощному объединённому славянскому государству:86. По словам немецкого историка Карлрихарда Брюля, в правление Генриха впервые почувствовалось «ледяное дыхание политики национальных интересов».

## Генрих II и церковь

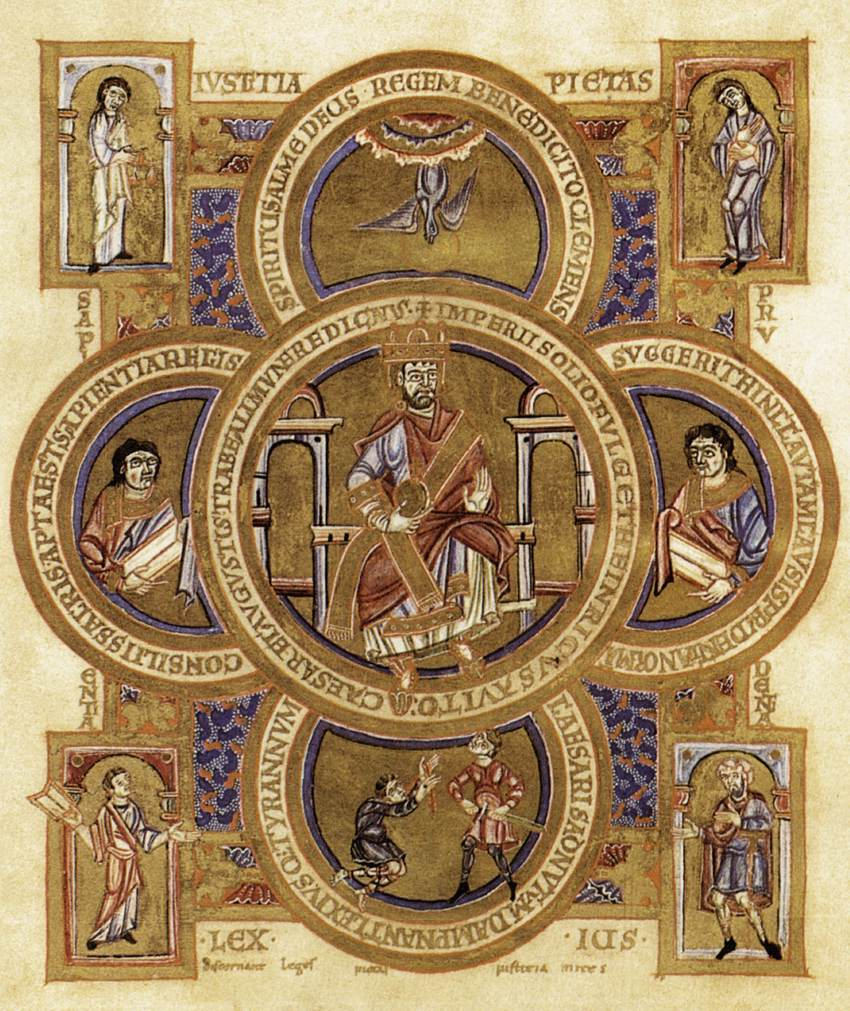
Евангелие Генриха II

Современные исследователи расходятся в оценке отношения Генриха к церкви. Одни видят в нём идеальное олицетворение властителя «Оттоновско-салической церковной имперской системы»:99ff, в то время как другие считают его трезвым прагматиком, который бесцеремонно использовал имперскую церковь для достижения своих политических целей:630f. Иногда же Генрих представлялся слабым правителем, зависимым от церкви:215.
Во время своего правления Генрих неизменно опирался на церковь, всегда оказывал покровительство её служителям и усилил её связь с государством, стремился к тому, чтобы она активно участвовала в политической жизни рейха. В одном из своих документов Генрих отмечал: «Я облегчаю бремя собственных забот, взваливая часть их на плечи епископата»:224. Граница между институтами церковными и государственными практически исчезла. Образование, полученное в юности, помогло императору свободно ориентироваться в церковных делах. Почти всегда он использовал своё влияние при назначении епископов: капитул избирал кандидата, представленного императором, причём будущий епископ в своё время, как правило, служил в придворной канцелярии. Довольно часто, желая достичь единства в полиэтническом государстве, Генрих ставил во главе епархий уроженцев других областей империи:87. Ещё одной особенностью императорских назначений стало то, что управление бедными епархиями доверялось выходцам из богатых дворянских семей, в богатых же — монастырским служащим и членам обедневших фамилий:224.
В то же время император озаботился тем, чтобы монастыри не участвовали в государственных делах, монастырской братии вменялась в обязанность размеренная жизнь, заполненная работой и молитвами. Правление императора пришлось на годы кризиса церковной жизни, упадка христианского учения. Генрих выказал себя поборником внедрения некоторых аспектов клюнийской реформы, особенно жёстко он добивался введения бенедиктинских норм поведения, однако не пошёл на отторжение у монастырей их владений:222.

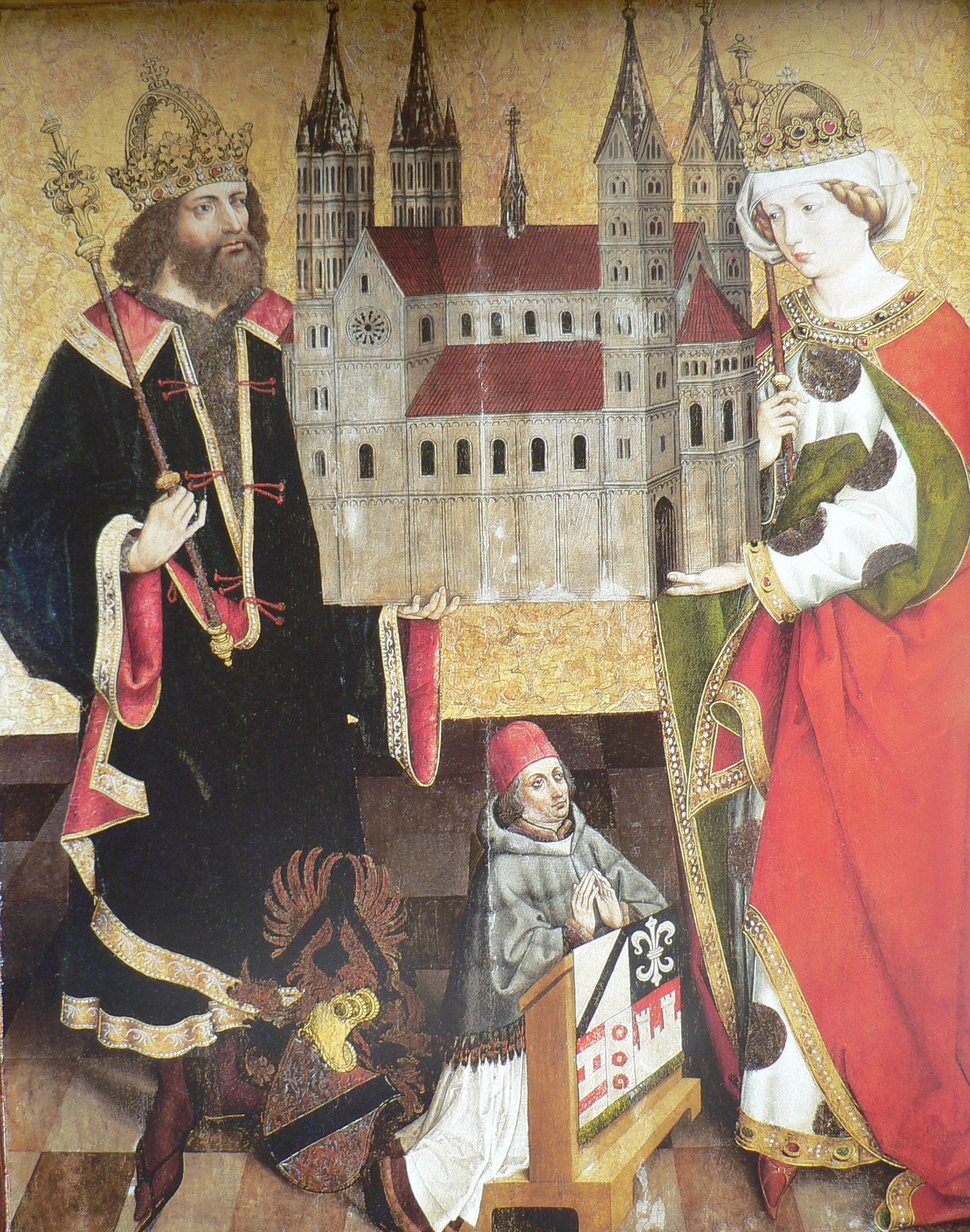
Генрих и Кунигунда — основатели Бамбергского собора. Неизвестный художник, ок. 1480 г., Алтарь Хертнида, Хоф (Заале), Церковь святого Лаврентия

Генрих унаследовал две нерешённые церковные проблемы, возникшие ещё во время правления Оттона III: вопрос о повторном учреждении епископства Мерзебург и так называемый Гандерсхаймский спор о том, какой епархии, Майнцкой или Хильдесхаймской, должен подчиняться монастырь Гандерсхайм. Мерзебургское епископство было учреждено заново по смерти Гизелера (1004), бывшего сначала епископом Мерзебурга, а позднее — Магдебурга. В нарушение средневековых канонов, так как пастырь не имел права оставить приход, против воли большинства деятелей церкви, но по желанию Оттона II, Гизелер занял место архиепископа Магдебурга в 981 году. Условием его назначения был роспуск Мерзебургской епархии. 2 февраля 1004 года архиепископом Магдебурга стал друг Генриха II Тагино. 6 февраля Генрих восстановил Мерзебургское епископство и поставил во главе его капеллана своей придворной канцелярии Вигберта:65, 105—106. Гандерсхаймский спор Генрих безуспешно пытался урегулировать ещё во время правления Оттона III. На Рождество 1006 года в Пёльде он наконец склонил Виллигиса и Бернварда Хильдесхаймского к примирению: спор был решён в пользу Бернварда:128, и, по меньшей мере, до конца правления Генриха II, более вопрос о подчинении монастыря Гандерсхайм Майнцкой епархии не поднимался.
Одним из знаковых событий правления Генриха II стало основание им епископства Бамберг, ставшего любимым его созданием. Земли епископств Вюрцбурга и Айхштета, а также пожертвования самого Генриха составили солидные владения будущего церковного и стратегического центра Франконии. На епископство было возложено проведение миссионерской работы на славянских землях у восточных границ рейха. Благодаря покровительству императора оно превратилось в важнейший культурный центр того времени. Соборная школа Бамберга довольно скоро встала в один ряд со школами в Гандерсхайме, Льеже и Магдебурге:129—140.

## Генрих II и дворянство
При Оттоне II и Оттоне III герцоги стали особенно могущественными. На юге империи до конца X века их положение было сравнимо с королевским. В то же время североальпийская часть рейха стала считаться «немецкой»:36f. Политика Генриха была направлена на преодоление племенной раздробленности, создание, насколько это возможно, единого государства. Франкония и Саксония больше не должны были составлять национальное ядро рейха, а Швабия и Бавария — играть руководящую роль. Также Генрих стремился подчинить королевской власти крупную аристократию и решительно наказывал всех, кто шёл против него. Герцоги уже не были связаны тесными семейными отношениями с королём, как при Оттоне I и Оттоне II. Свободнее, чем все его предшественники, Генрих II распоряжался земельными владениями. Примером могут послужить его действия в Швабии и Баварии, вызвавшие серьёзные конфликты, продолжавшиеся длительное время. Герд Альтхоф считает важным отличием между Генрихом II и другими правителями из династии Оттонов то, что Генрих не был готов в той же степени проявлять милосердие по отношению к своим врагам, как они.

## Семья

### Брак

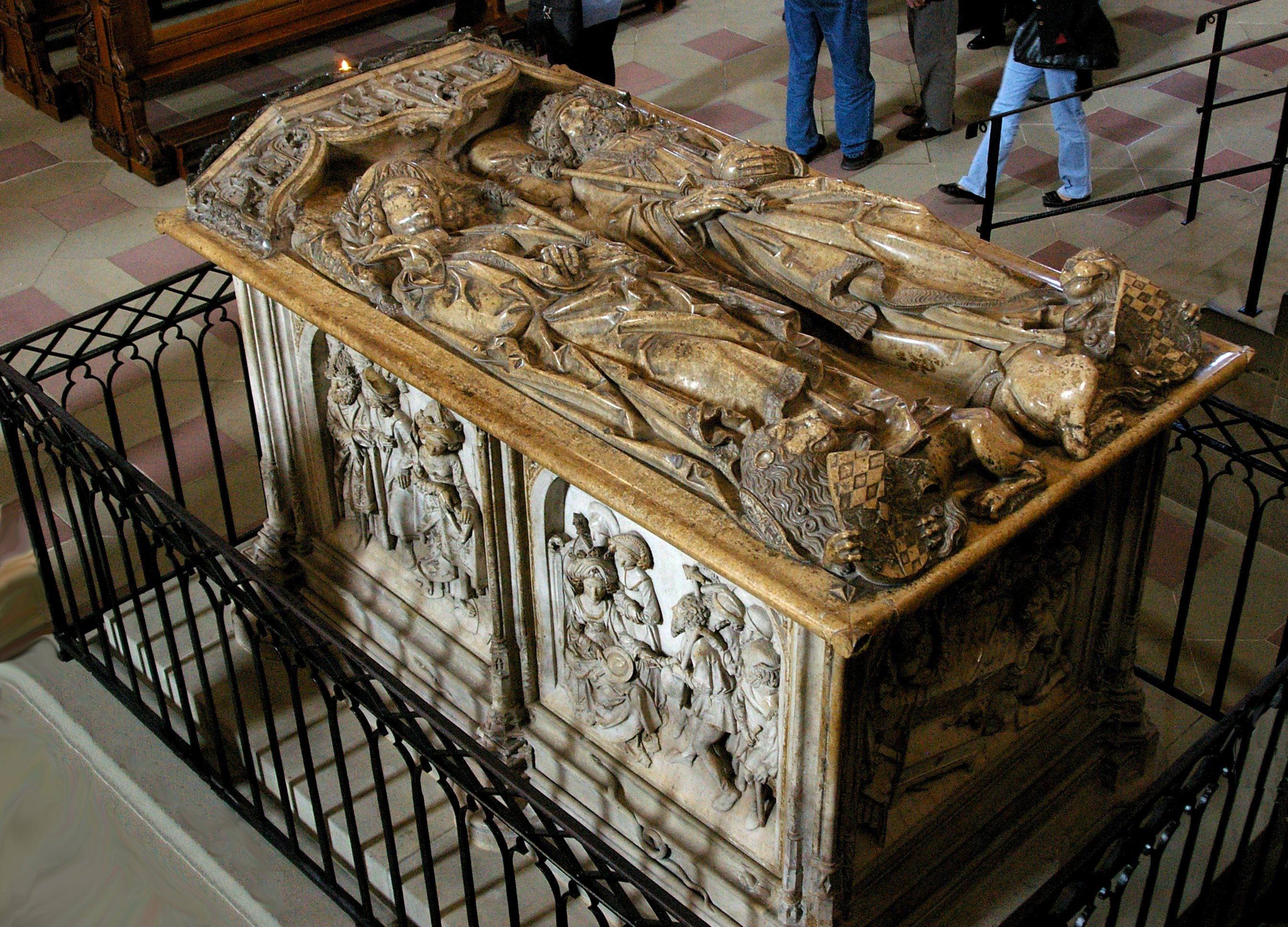
Тильман Рименшнайдер. Надгробие Генриха II и Кунигунды. Собор в Бамберге

Дата заключения брака между Генрихом и Кунигундой неизвестна. Есть сведения, что к марту 1001 года герцог Баварии был уже женат. Исходя из имеющихся документов, М. Хёфер определяет временные рамки свадьбы с сентября 997 года по март 998 года:80. Брак был счастливым: вероятно, на отношения Генриха с женой не повлияли ни разногласия с её братьями, ни то, что этот супружеский союз остался бездетным. Кунигунда, так же как и другие представительницы династии Оттонов, принимала непосредственное участие в управлении государством. Ей неизменно (если только Кунигунда не сопровождала его) Генрих доверял регентство (consors regni), отправляясь в военные походы. Известны случаи, когда король поступал согласно советам Кунигунды:81.
Сведения о том, что императорская пара вела целомудренную супружескую жизнь, появились позднее в связи с канонизацией Генриха и Кунигунды. Лишь в 1007 году Генрих объявил о том, что утратил надежду на появление потомства. Вероятно, один из супругов страдал бесплодием. Бездетность императорской пары могла быть связана с тем, что Генрих страдал мочекаменной болезнью. Вероятно, в 1022 году в Монтекассино ему оперативно был удалён камень мочевого пузыря. Первый приступ болезни Генрих испытал во время своей коронации. Надгробный памятник императору в Бамбергском соборе, выполненный Тильманом Рименшнайдером, в одном из эпизодов изображает монаха-целителя (возможно, это сам Бенедикт Нурсийский), который кладёт только что удалённый камень в руку императору. Генрих всю вторую половину жизни страдал от повторяющихся приступов болезни:84—85.

## Итоги правления
Генрих добился своего избрания в обстановке неопределённости и всеобщего замешательства, возникшей после внезапной смерти Оттона III. В течение всего своего правления он неуклонно боролся против произвола имперской знати, стремясь установить приоритет королевской власти. В этой борьбе Генрих опирался на высшее духовенство, епископов, обязанных большей частью своим высоким положением императору:224—226. Его смерть также подняла вопрос о наследовании, однако новый император был избран после короткого перерыва, а ему не противостояла ярко выраженная оппозиция:86.
Отказавшись от утопической идеи Оттона III о возрождении империи, центром которой должен был стать Рим, он сосредоточил свои помыслы на разрешении неотложных задач в Германии. Он не устранился совершенно от участия в событиях к югу от Альп:85, однако его итальянские походы приносили лишь временное облегчение положения сторонников империи в этой стране.
Обречённый на многолетнюю борьбу с Болеславом Храбрым, Генрих был вынужден заключить непопулярный среди его подданных союз со славянскими языческими племенами. Этот политический шаг на многие годы отдалил христианизацию земель, заселённых ими. Мир 1018 года принёс более выгод Польше, однако гарантировал спокойствие на восточной границе рейха.
Присоединение Бургундии произошло уже при новом императоре, Конраде II, но именно шаги, предпринятые Генрихом в этом направлении, позволили сформировать имперский тройственный союз:87—88, в который входили также Германия и Италия.

## Отзывы современников
Суждения современников о правлении Генриха чрезвычайно различны. Титмар Мерзебургский, хроника которого является основным источником сведений о правлении императора, рассматривал деятельность правителей через их позицию в вопросе восстановления Мерзебургского епископства. Он отмечал Генриха как государя, который вернул царство мира и справедливости. Однако, судя по сведениям, сообщаемым Титмаром, Генрих II не был обойдён критикой. Часто порицались его решения по епископским назначениям. Титул короля, присвоенный ему при помазании, Christus Domini, Титмар использует только в контексте чрезвычайно резкой критики. В имущественном споре Генрих вынес решение в пользу своего союзника и против членов семьи Титмара. Хотя Титмар, рассказывая об этом, говорит об общем мнении (лат. omnes populi mussant), но, тем не менее, он отважился написать: «помазанник Божий творит грех» (лат. Christum Domini peccare occulte clamant).
Одним из критиков Генриха был Бруно Кверфуртский. В письме от 1008 года он выражал своё несогласие с политикой Генриха в отношении Польши и призывал короля к немедленному разрыву союза с лютичами, направленного против христианского князя Болеслава. По его мнению, Генрих беспокоился не столько о духовном, сколько о мирской чести (honor secularis), и поэтому заручился для достижения своих целей помощью язычников. Бруно Кверфуртский предостерегал Генриха об основной опасности его положения: «Будь осторожен, король, если ты хочешь делать всё с помощью силы, но никогда — милостью».
Многочисленные пожертвования и церковная политика императора создали образ (особенно в монастырских источниках) благочестивого и заботливого правителя. В посвящении поэмы аббата Герарда из Зееона (1012—1014) Генрих представлен «блестящей жемчужиной империи и процветания всего микрокосма, дарованной Богом как высшая награда правления».
В Кведлинбургских анналах, созданных во время правления Генриха II, когда Кведлинбург утратил былое положение королевской столицы, довольно резко оцениваются поступки короля. Однако с 1014 года ситуация изменилась: Генрих передал аббатисе Кведлинбурга Адельгейде в управление монастыри Вреден и Гернроде. В 1021 году Генрих принял участие в освящении нового храма в Кведлинбурге и сделал аббатству по этому случаю богатые подарки. С 1014 года из Анналов аббатства пропадают негативные комментарии в адрес императора, а с 1021 года описание его деяний принимает характер панегирика.

## Канонизация

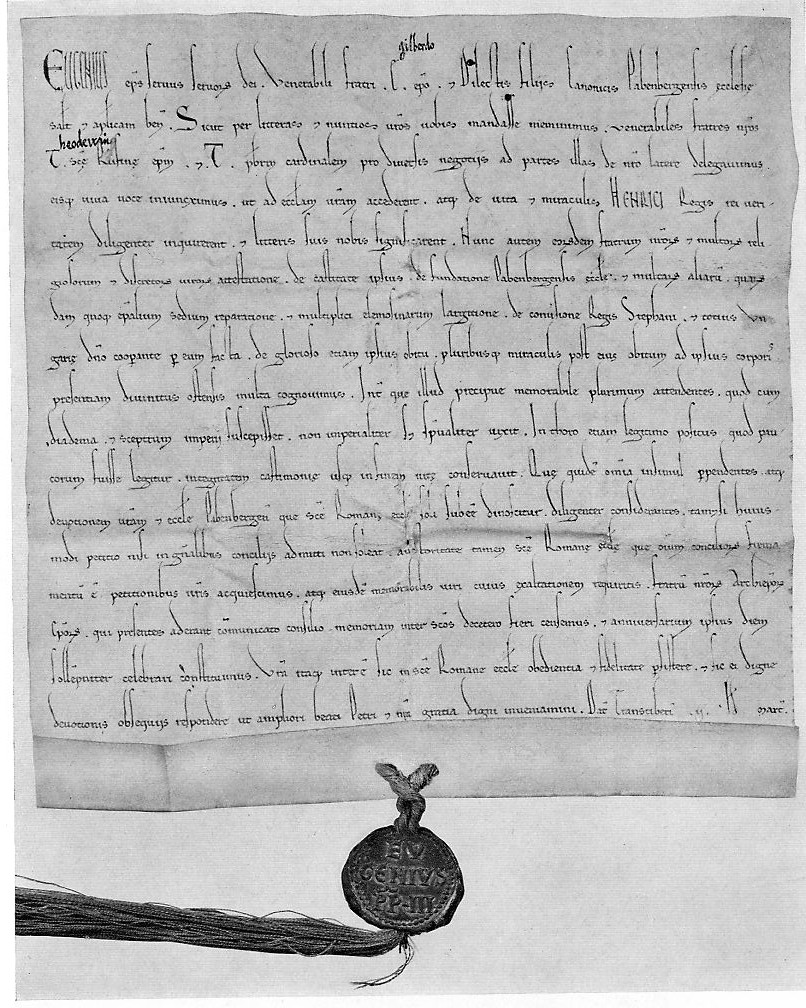
Булла Евгения III о канонизации Генриха II

После смерти Генриха почитание императора поддерживалось деятелями церкви и более всего в Бамберге, где по нему служили ежегодные панихиды. За Генрихом закрепилось прозвище «Благочестивый». В прайслиде аббата Герхарда фон Зееона император именуется pie rex Heinrice («благочестивый король Генрих»). В середине XI века о Генрихе II сложилось мнение как о наделённом особой «святостью». Так, Адам Бременский в 1074 году титуловал императора Sanctitas. Его канонизации предшествовали сообщения из Бамберга (1145—1146) о явлении чуда у могилы Генриха. Наконец, епископ Бамберга, Эгильберт, добился в 1146 году канонизационной буллы от папы Евгения III. Перед канонизацией сведения о чуде и почитании в народе были проверены и признаны соответствующими действительности, а брак Генриха и Кунигунды считался целомудренным. В папской булле сообщалось:
Теперь, однако, мы узнали многое […] о его целомудрии, об основании Бамбергской церкви и большого количества других, также о восстановлении епископских мест и разнообразной щедрости его пожертвований, об обращении короля Стефана и всей Венгрии, совершённом им с Божьей помощью, о его славной смерти и о нескольких чудесах после его смерти, произошедших у его тела. В том числе мы считаем особенно замечательным то, что он жил после получения короны и скипетра империи не по-императорски, а духовно, и что он в законной общности брака, как, пожалуй, только немногие, сохранял целомудрие до самой смерти:50.
13 июля 1147 года, в годовщину смерти Генриха, епископ бамбергский Эберхард II произвёл церемонию канонизации на могиле императора. Вслед за Генрихом в 1189 году был канонизирован епископ Бамберга Оттон I, а в 1200 году — жена Генриха Кунигунда. Таким образом, Бамбергская епархия стала единственным местом в христианском мире, где в XII веке прошли три успешных процесса канонизации:50. Основной причиной можно считать то, что епархии Бамберг, несмотря или даже в большей степени из-за относительно периферийного положения, удалось использовать свои связи и с императорами, и с римскими папами. Большое значение в деле канонизации императорской четы сыграла также легенда о её целомудренном браке. Наиболее ранние сообщения об этом датируются началом XII века и, вероятно, восходят к традиции устных сказаний, которые рассматриваются как ненадёжный источник:82.
Вслед за епископством Бамберг почитание Генриха распространилось ещё на несколько епископств империи, находящихся преимущественно в Баварии, но также и в Эльзасе, и в области Боденского озера. С 1348 года день памяти Генриха (13 июля) стал отмечаться в епископстве Базель.

## История исследований
В XIX веке интерес к императору побудил историков к выяснению облика «настоящего Генриха», до той поры скрываемого аурой святости и сопутствующих ей легенд. Начались систематический поиск документальных свидетельств, фактов и деталей его деятельности и публикация их в немецких исторических ежегодниках. По мнению Вильгельма фон Гизебрехта, Генрих был «политическим главой»:95, «создателем немецкой империи», а его политической идеей от первого до последнего года царствования была монархия, как защита «всех и всего». Только его последователям удалось поднять империю на высоту, которой более никто не достиг ни до них, ни после:65–68. По мнению Карла Хампе и Роберта Хольцмана, Генрих II был идеальным, но трагическим государственным деятелем.
В течение нескольких десятилетий XX века историки не проявляли интереса к личности Генриха. Он отсутствует в неоднократно переизданном (в 1920-х и 60-х годах) историческом труде Карла Хампе, посвящённом средневековому рейху Herrschergestalten des deutschen Mittelalters, не уделено внимания ему и в работе Хельмута Боймана Kaisergestalten des Mittelalters. Генрих лишь упоминался в трудах, посвящённых Людольфингам. Гораздо больше интересовали исследователей фигуры предшественника и наследника Генриха. Оттон III — одарённый и высокообразованный юноша-император — и Конрад II — решительный, жёсткий и популярный правитель, «полнокровный дилетант» (vollsaftigen Laien) — несколько затмили собой образ болезненного Генриха, считавшегося слишком зависимым от церкви:215.
После Второй мировой войны излюбленной темой медиевистов от Теодора Шиффера до Хартмута Хоффмана стало сравнение Генриха II с его наследником:. Несмотря на то, что Карлрихард Брюль считал Генриха первым «немецким королём», а Иоханнес Фрид говорил о нём как о «самом немецком из всех королей раннего средневековья»:629, исследования истории рейха в последние десятилетия показали, что формирование немецкого государства было более длительным процессом, начавшимся в IX веке и продолжавшимся до XII века.
Современные оценки личности Генриха и его деятельности крайне различны. Генрих представляется как идеальным олицетворением властителя оттоновско-салической церковно-имперской системы, «королём-монахом»:99ff, 115f, так и властителем коварным, способным на измену, не останавливающимся в применении грубой силы:623. Однако все историки сходятся на том, что он использовал любую возможность для усиления королевской власти. Хаген Келлер на основе исследований Родериха Шмидта и Экгарта Мюллер-Мертенса констатировал существенное изменение королевской политики представительства: в отличие от трёх Оттонов, король правил, «последовательно присутствуя во всех частях империи».
Позднее Штефан Вайнфуртер, обращаясь к периоду правления Генриха II, отметил централизацию королевской власти и развитие и внедрение в значительной степени на королевском уровне приёмов управления, которые он обрёл, будучи герцогом. В настоящее время значение Генриха в истории определяется исследовательскими работами Штефана Вайнфуртера. По Вайнфуртеру, начиная с 1002 года самопонимание Генриха, никогда не отказывавшегося от своего права на участие в управлении, проникнуто сознанием того, что он потомок первого короля Восточной Франконии. Без учёта его происхождения невозможно рассматривать его действия как правителя:24. На это указывают персональная преемственность, когда «старые друзья из герцогского времени»:119f снова встречаются в придворной капелле и канцелярии, а также личное обязательство Генриха, чувствовавшего свою ответственность за церковь. Последовательное содействие церковной реформе и многочисленные вмешательства в свободные выборы епископов были следствием, в конечном счёте, его воспитания в течение «реформаторски-религиозно нагруженных»:27 лет и объясняются влиянием епископа Вольфганга Регенсбургского. Центральной в правление Генриха, по мнению Вайнфуртера, стала «королевская идея царствования Моисея» (Königsidee des Moseskönigtums):46. Концепция «заместителя Бога на троне» (Stellvertreterschaft Gottes im Königtum), на которой остановился Генрих, вошла в противоречие с традиционными представлениями знати о роли монарха и стала причиной отдаления императора от аристократии:56.

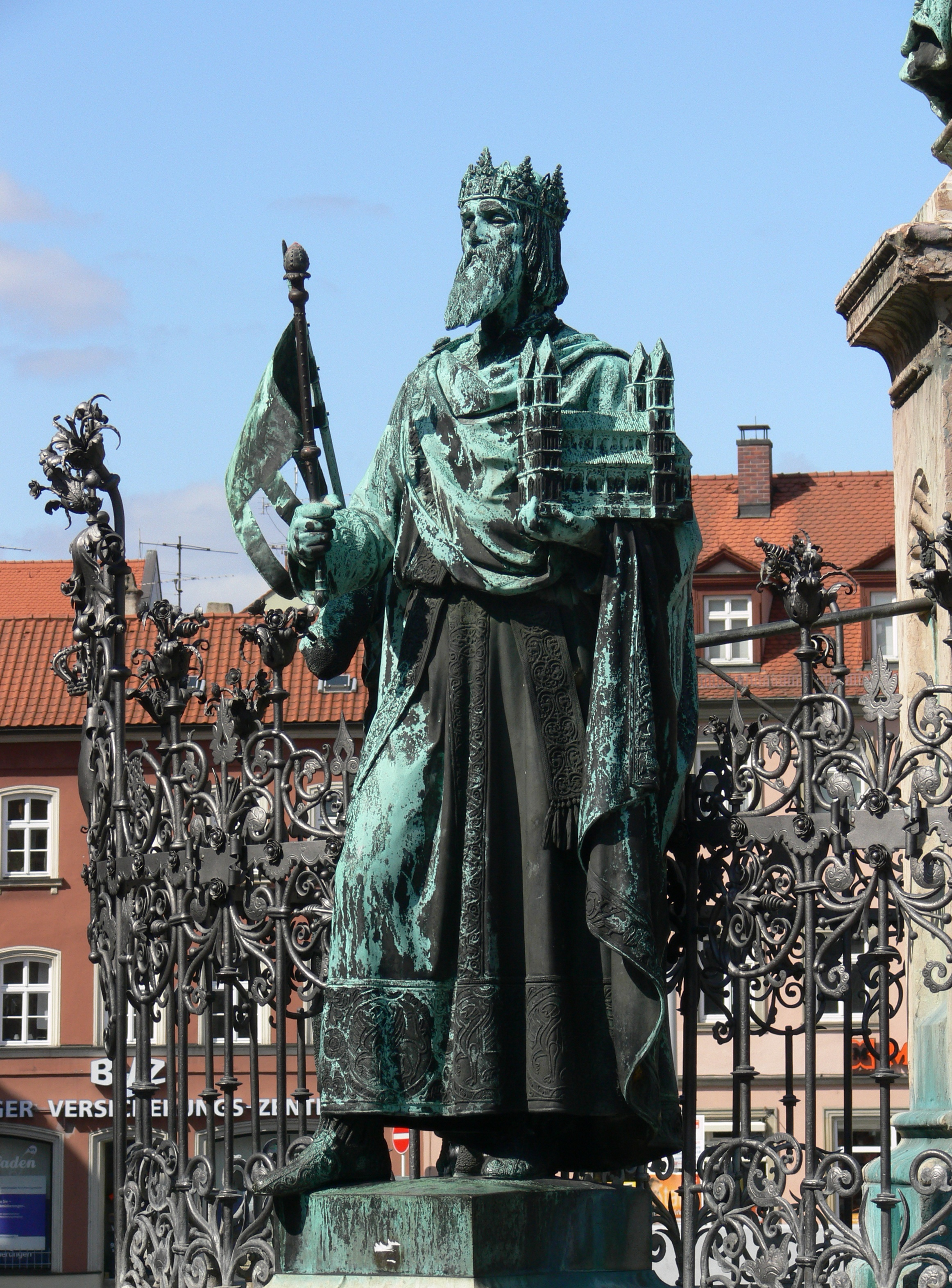
Памятник Генриху II в Бамберге

## Генрих II в искусстве

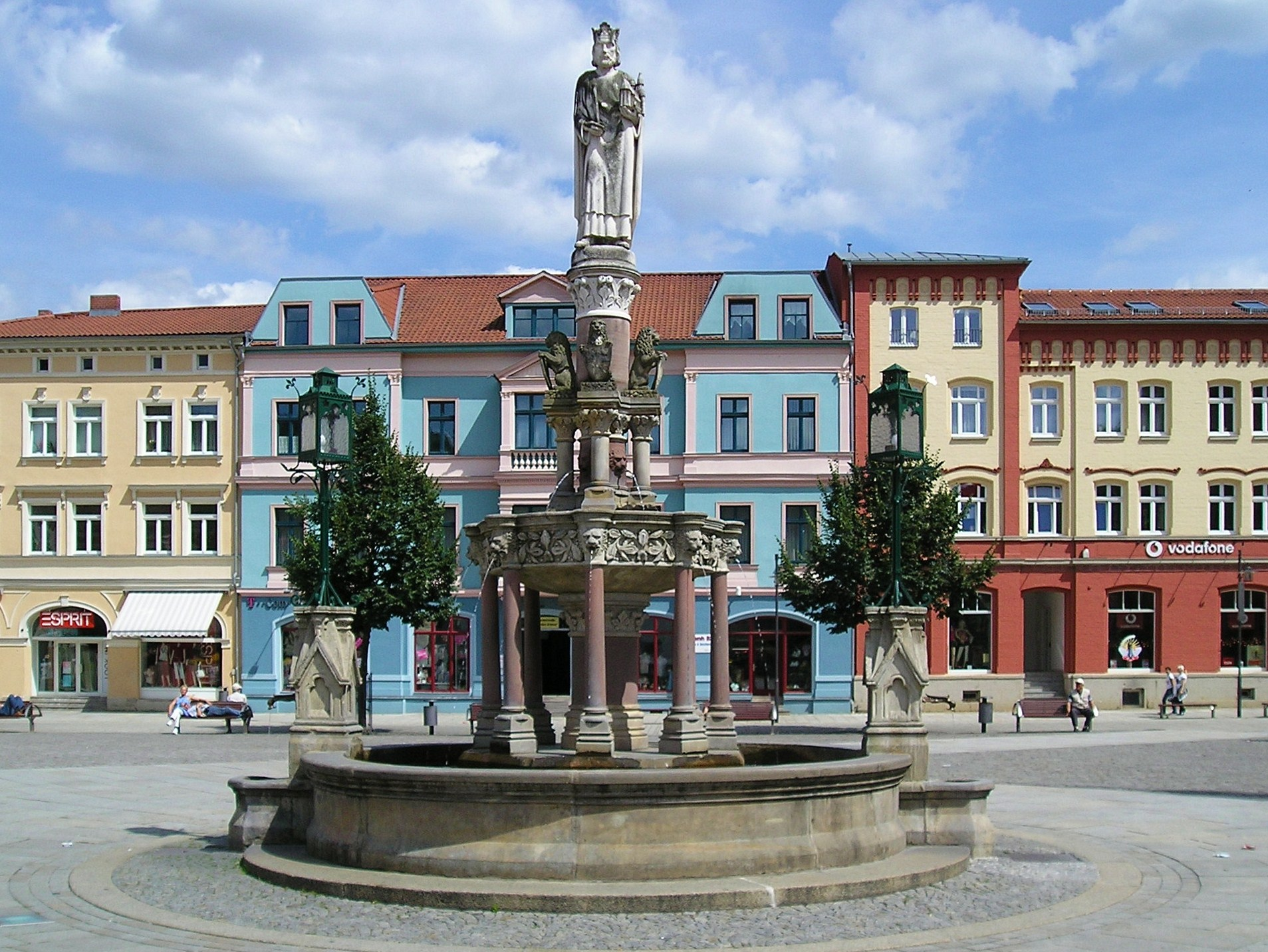
Памятник Генриху II Святому в Майнингене

Императору посвящены несколько произведений духовной музыки:
- Ein Psalm für Heinrich II, сценическая медитация Алоиза Альбрехта;
- Gepriesen bist du, herrlicher Gott, für Heinrich, dem heiligen Herrscher, хорал в Gotteslob Алоиза Альбрехта;
- Sankt Heinrich, unser Schutzpatron, хорал в Gotteslob Пауля Йозефа Мечнабля;
- Kaiser Heinrich, steh zur Seite, хорал в Gotteslob Пауля Йозефа Метчнабля;
- Glaubend leben im Alltag lehrst du uns zu jeder Zeit, хорал к тысячелетней годовщине основания епископства Бамберг Людгера Штюльмейера[нем.].

Записи
- Heinrich II.: Gregorianischer Krönungsritus, Schola Bamberg, под руководством Вернера Песа[нем.];
- Musik für Kaiser und Könige: Kaiser Heinrich II., Capella Antiqua Bambergensis под руководством Вольфганга Шпиндлера[нем.].

Художественная литература
Генрих II — одно из действующих лиц исторического романа Теодора Парницкого «Серебряные орлы».

## Комментарии
1. ↑  Манфред Хёфер считает наиболее вероятным, что свадьба состоялась между сентябрём 997 года — мартом 998 года[1]:76—88.
2. ↑  В источниках не упоминается, в какой степени родства Экхард состоял с императором Оттоном III, но, по современным генеалогическим реконструкциям, он мог быть потомком Людольфа, одного из сыновей герцога Саксонии Оттона I Светлейшего. См. Hlawitschka E. Untersuchungen zu den Thronwechseln der ersten Hälfte des 11. Jahrhunderts und zur Adelsgeschichte Süddeutschlands. Zugleich klärende Forschungen um «Kuno von Öhningen». — Sigmaringen: Vorträge und Forschungen, Sonderband 35, 1987. — P. 20—43.
3. ↑  Оттон был внуком императора Оттона I Великого по матери.
4. ↑  Конрад, отец Германа, вероятно происходил из династии Конрадинов, и, таким образом, был родственником императора Оттона III по матери.
5. ↑  Претензии Бруно Брауншвейгского обосновывались на предполагаемом происхождении от саксонского герцога Бруно, и, соответственно, на родстве с покойным императором по мужской линии.
6. ↑  Протоиерей И. Мейендорф отмечает, что вслед за Испанией в VI веке и Франкской империей «… наконец, Рим принял „Филиокве“, случилось это, похоже, в 1014 г.» Цит. по: Мейендорф И. Византийское богословие. Исторические тенденции и доктринальные темы / Пер. с англ. В. Марутика. — Минск: Лучи Софии, 2001. — 336 с.
7. ↑  Из-за смерти Генриха собор не был проведён.
8. ↑  Кнут Гёрих изучил документы, вышедшие из имперской канцелярии в правление Оттона III и Генриха II. Он пришёл к выводу, что франкская печать с девизом Renovatio regni Francorum использовалась Генрихом довольно краткий период: в январе — феврале 1003 года, наряду с традиционными печатями, — а вскоре император от неё отказался. См.Görich K. Otto III. Romanus Saxonicus et Italicus. Kaiserliche Rompolitik und sächsische Historiographie. — Basler Zeitschrift für Geschichte und Altertumskunde 102. — Sigmaringen, 1993. — S. 270ff.
9. ↑  В это время монахиня из аббатства Тегернзее пожелала Генриху зачать ребёнка сразу же по возвращении из Италии[1]:79.
10. ↑  Речь Генриха, произнесённая им в день основания епископства Бамберг[1]:135.
11. ↑  Об исследовательской позиции Вайнфуртера см.: Görich K.[нем.]. Stefan Weinfurter, Heinrich II. (1002—1024). Herrscher am Ende der Zeiten // Historische Zeitschrift, Bd. 275/1. — 2002.